# Udinese Calcio
Udinese Calcio je talijanski nogometni klub iz Udina, koji trenutačno nastupa u Serie A. 
Klub je osnovan 1896., kao Società Udinese di Ginnastica e Scherma. Tradicionalno nastupa u crno-bijelim dresovima, a domaće utakmice igra na preuređenom stadionu Dacia Arena koji danas prima 25.144 gledatelja te je nekad imao naziv Friuli kapaciteta 41.652 mjesta. Najveći su uspjesi kluba u Serie A su drugo mjesto sezone 1954./55., te treće 1997./98. Uspjesi Udinesea u europskim nastjecanjima su osvajanje Intertoto kupa 2000., brojni nastupi u Kupu UEFA, te sudjelovanje u Ligi prvaka sezone 2005./06.

## Trofeji
- Intertoto kup: 1
  - 2000.

- Mitropa kup: 1
  - 1980.

- Anglo-talijanski Liga kup: 1
  - 1978.

- Ciutat de Barcelona trofej: 1
  - 1999.

- Coppa Italia Primavera: 1
  - 1993.

## Poznati bivši igrači
| Italija - Valerio Bertotto - Marco Branca - Franco Causio - Morgan De Sanctis - Francesco Dell'Anno - Luigi Delneri - Giuliano Giannichedda - Vincenzo Iaquinta - Paolino Pulici - Dino Zoff - Antonio Di Natale Njemačka - Oliver Bierhoff - Carsten Jancker | Brazil - Edinho - Zico - Márcio Amoroso Argentina - Roberto Nestor Sensini - Abel Balbo - Daniel Bertoni Španjolska - Ricardo Gallego Danska - Thomas Helveg - Martin Jørgensen | Gana - Sulley Muntari - Stephen Appiah Češka - Marek Jankulovski Čile - David Pizarro Belgija - Johan Walem Peru - Gerónimo Barbadillo |

## Vanjske poveznice
- Službena stranica (tal.)